# عادل الشاذلي (لاعب كرة قدم تونسي)
عادل بن بشير الشاذلي (بالإنجليزية: Adel Ben-Bechir Chedli)‏ (مواليد 16 سبتمبر 1976 في لوريكاماري) لاعب كرة قدم تونسي دولي يجيد اللعب في خط الوسط. يلعب حاليا لصالح نادي الرجاء الرياضي المغربي من سنة 2012.

## روابط خارجية
- عادل الشاذلي على موقع الاتحاد الدولي (مؤرشف)  (الإنجليزية)
- عادل الشاذلي على موقع الاتحاد الأوربي (الإنجليزية)
- عادل الشاذلي على موقع رابطة كرة القدم الفرنسية للمحترفين (الإنجليزية)
- عادل الشاذلي على موقع قاعدة بيانات كرة القدم.إي يو (الإنجليزية)
- عادل الشاذلي على موقع بيانات كرة القدم. دي إي (الألمانية)
- عادل الشاذلي على موقع ليكيب (الفرنسية)
- عادل الشاذلي على موقع ناشيونال فوتبول تيمز (الإنجليزية)